# Tomosvaryella pennatula
Tomosvaryella pennatula är en tvåvingeart som beskrevs av Kuznetzov 1994. Tomosvaryella pennatula ingår i släktet Tomosvaryella och familjen ögonflugor.
Artens utbredningsområde är Turkmenistan. Inga underarter finns listade i Catalogue of Life.